# 獨眼
獨眼（古稱眇、目眇或眇目）指因先天、疾病或傷害使其中一隻眼睛喪失了視力的狀態。有些獨眼的人會裝上義眼或戴上眼罩。
有些人雖然有獨眼的殘缺，但仍有過人的功績或成就。這類人傑常被稱為「獨眼龍」，有尊敬的意思。歷史上第一個被人稱為獨眼龍的人是中國唐朝末年的晉王李克用，拜河東節度使，驍勇善戰。後來日本的陸奧大名伊達政宗也有此稱號。

## 歷史上的獨眼名人
- 楚共王熊審：春秋五霸之一的楚莊王之子。
- 左慈？
- 曹魏大將軍夏侯惇（瞎左眼）
- 前秦越厲王苻生
- 南梁元帝蕭繹
- 後唐太祖李克用
- 大封（泰封）國王金弓裔（善宗）
- 宋宣祖趙弘殷（瞎左眼）：宋太祖趙匡胤、宋太宗趙光義的父親。
- 大夏太祖明玉珍（瞎右眼）
- 嚴世蕃
- 山本晴幸（勘助）
- 伊達政宗（瞎右眼）
- 本多重次
- 闖王（大順皇帝）李自成（瞎左眼）
- 柳生三嚴（十兵衛）？
- 漢尼拔·巴卡
- 揚·傑式卡
- 兰季德·辛格（瞎左眼）
- 克尔切伊·费伦茨（瞎右眼）
- 摩西·達揚（瞎左眼）
- 丹·克伦肖（瞎右眼）
- 克勞斯·馮·施陶芬貝格
- 劉伯承（瞎右眼）
- 桂宮宜仁親王（瞎右眼）
- 麻原彰晃（瞎左眼）
- 柬埔寨首相洪森（瞎左眼）

## 虛構角色
- 獨眼龍 (漫威漫畫)